# مدل‌های فرگشتی انبازی غذا
زیست‌شناسان فرگشتی مدل‌های نظری مختلفی را برای توضیح تکامل رفتار انبازی غذا (به انگلیسی: Food-sharing behavior) - «انتقال بدون مقاومت غذا از یک فرد با انگیزه غذا به فرد دیگر» — در بین انسان‌ها و جانوران دیگر توسعه داده‌اند.
مدل‌های انبازی غذا بر اساس نظریه تکاملی کلی است. هنگامی که این مدل‌ها برای رفتار انسان اعمال می‌شوند، شاخه‌ای از بوم‌شناسی رفتاری انسان در نظر گرفته می‌شوند. انواع مختلفی از مدل‌های انبازی غذا ایجاد شده‌اند، از جمله انتخاب خویشاوندی، نوع دوستی متقابل، دزدی قابل تحمل، همکاری گروهی و سیگنال‌دهی پرهزینه. مدل‌های انتخاب خویشاوندی و نوع‌دوستی متقابل در انبازی غذا بر اساس مفاهیم تکاملی انتخاب خویشاوندی و نوع‌دوستی است. از آنجایی که اساس نظری این مدل‌ها حول برازش باروری فرموله شده‌است، یک فرض اساسی در این مدل‌ها این است که انباشت بیشتر منابع، تناسب تولیدمثل را افزایش می‌دهد. به انبازی غذا به عنوان یک تحول مهم در تکامل اولیه انسان نظریه‌پردازی شده‌است.

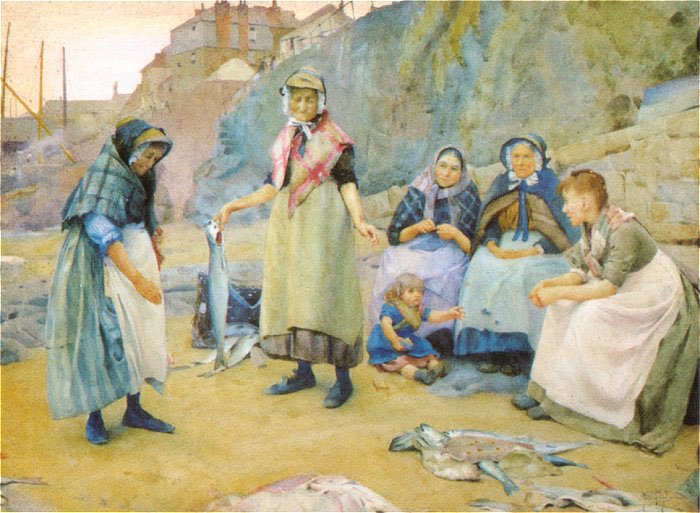
انباز شدن ماهی: نقاشی توماس کوپر گوچ، ۱۸۹۱